# Abdelazer
Abdelazer, or The Moor’s Revenge (deutsch: Abdelazer oder Die Rache des Mauren) ist ein Theaterstück der englischen Schriftstellerin Aphra Behn aus dem Jahr 1676.
Das Stück ist eine Bearbeitung der englischen Restaurations-Tragödie Lust’s Dominion, or The Lascivious Queen (deutsch: Die Herrschaft der Lust oder Die lüsterne Königin). Das Original wurde erstmals 1657 im Duodezformat gedruckt und zunächst Christopher Marlowe zugeschrieben, was aber zweifelhaft ist.
Im Sommer 1695 schrieb der englische Komponist Henry Purcell die Abdelazer Suite, die die Ouvertüre und die Zwischenspiele der Theateraufführung enthält.

## Charaktere
Männerrollen
- Ferdinand: ein junger König von Spanien, verliebt in Florella
- Philip: sein Bruder
- Abdelasar: der Maure
- Mendozo: Prinz-Kardinal, verliebt in die Königin
- Alonzo: ein junger Edelmann von Spanien, verlobt mit Leonora
- Roderigo: eine Kreatur der Mauren
- Antonio & Sebastian: Zwei Offiziere des Königs
- Osmin & Zarrack: Mauren und Offiziere von Abdelazar
- Ordonio: ein Höfling
- Ein Bauernjunge, Schäfer, Höflinge, Offiziere, Wachen, Soldaten, Mauren, Pagen, und Diener.

Frauenrollen
- Isabella: Königin von Spanien, Mutter von Ferdinand und Philip, verliebt in Abdelazer
- Leonora: ihre Tochter, Schwester von Ferdinand und Philip
- Florella: Ehefrau von Abdelazer, und Schwester von Alonzo
- Elvira: Magd der Königin
- Eine Nymphe, Schäferinnen und Dienerinnen

## Handlung
Der alte König von Spanien hat die marokkanische Stadt Fès erobert und den maurischen Monarchen getötet, den verwaisten Prinzen Abdelazer unter seinen Schutz genommen und später zum General gemacht.
Abdelazer, obgleich immer beherzt, hegt stets seinen größten Wunsch nach Rache. Um Einfluss zu gewinnen, viel weniger als aus Liebe, wird er der Liebhaber der Königin. Sie, eine lustvolle und verruchte Frau, paktiert mit dem Mauren, um ihren Ehemann zu vergiften, auf wessen Tod sich Philip, ihr zweiter Sohn, vor kurzem von einer Kriegsexpedition zurückgekehrt, seine Armee in einiger Entfernung zurücklassend, sich in rasende Wut stürzt und seine Mutter öffentlich des Ehebruchs mit Abdelazer beschuldigt. Sie ist in hohem Maße erzürnt, doch Kardinal Mendozo, als Behüter des Königs, verbannt prompt ihren Liebhaber. Der junge König Ferdinand widerruft jedoch diese Verordnung, um Florella, die Frau des Mauren, die er liebt, zu erfreuen.
Abdelazer, ordnet als Nächstes seinem einheimischen Offizier Osmin als Rache an, Philip und den Kardinal zu töten. Sie flüchten nachts als Mönche verkleidet, während Abdelazer das Schloss mit Verratsrufen alarmiert und dem König berichtet, dass sich Philip und der Kardinal verschworen haben, um ihn zu ermorden. Ferdinand befiehlt Abdelazer, ihnen zu folgen, in der Absicht, Florella während der Abwesenheit ihres Mannes zu besuchen. Auf Stolz und Verderben stattet Abdelazer, in vollem Bewusstsein über dessen Plan, Florella mit einem Dolch aus, sie bittend, den König niederzustechen, falls er an seinem Vorhaben festhält.
Elvira, die Vertraute der Königinmutter, sieht, dass der König sich in die Gemächer von Florella begibt, und übermittelt ihrer Herrin die Nachricht, die, mit verborgenem Widerwillen, Alonzo, den Schwager des Mauren darüber informiert. Florella widersteht der Umwerbung des Königs und droht mit dem Dolch, sich selbst zu erstechen. In diesem Augenblick stürmt die Königin hinein und tötet sie, die Vermutung auf Florellas Angriff auf das Leben des Königs heuchelnd. Ihr wahres Motiv für diese Tat ist Eifersucht. Während der König weinend vor die Füße seiner Mätresse fällt, kommt Abdelazer herein und tötet Ferdinand im darauffolgenden Zweikampf.
Philip wird dann zum König erklärt, aber Abdelazer bekanntgebend, dass Philip ein Bastard sei, aus einem geheimgehaltenen Bekenntnis der Königin, erklärt sich selbst zum Protektor Spaniens, übermannt von seinen Gefolgsleuten akzeptieren ihn die Fürsten. Alonzo, allerdings, flüchtet in Philips Feldlager mit den Botschaften. Es folgt eine Schlacht zwischen den beiden Parteien, aber die Königin sondert Mendozo, der sie liebt, heimtückisch von Philip ab, und obwohl die Mauren zuerst zurückgeschlagen wurden, bekamen sie nun einen Vorteil und Philip wurde gefangen genommen. An einer Generalversammlung der Nobelmänner berichtet die Königin von der falschen Geschichte über Philips Ungesetzlichkeit und behauptet, dass der Kardinal sein Vater sei. Sie bittet Mendozo im privaten dies so anzuerkennen um auf diese Weise die Krone zu erlangen, aber er lehnt es ab eine solche Lüge zu vertreten und wird prompt als Verräter gefangen genommen.
Abdelazer bringt die Infantin Leonora voran und erklärt sie zur Königin von Spanien. Als Nächstes bittet er Roderigo, ebenfalls ein Maure, die Königinnenmutter unverzüglich zu töten. Roderigo bekommt Einlass, indem er sich als Mönch verkleidet, und erdolcht sie, worauf Abdelazer hereinstürmt und ihn niedermetzelt, um sich selbst zu decken. Er verkündet als Nächstes freikündig seine Liebe zu Leonora und ist dabei sie zu vergewaltigen, als Osmin, sein Offizier, eintritt, um ihn zu informieren, dass Alonzo, mit dem Leonora verlobt ist, seiner Verhaftung widerstanden hat und schlussendlich in Sicherheit ist. Abdelazer, aufgebracht über die Unterbrechung, verwundet Osmin am Arm. Leonora bedauert diesen Hieb; und der Maurische Soldat, tief verletzt über diese Beleidigung, nimmt sich vor, seinen Herren zu hintergehen.
Demgemäß begibt er sich zum Gefängnis, wo Philip, der Kardinal, und Alonzo eingesperrt sind, sein Gefährte Zarrack tötend, der ihr Scharfrichter sein würde, befreit er sie. Als Abdelazer schließlich eintrifft, befindet er sich in der Falle. Er triumphiert trotzdem über seine Verbrechen, und wie sich die Befreiten an ihm zu schaffen machen, wird Osmin, wegen seiner Verwundung geschwächt, getötet, Abdelazer selbst fällt im Gemenge tot um. Dem Kardinal wird verziehen, Leonora und Alonzo sind vereint, während Philip den Thron emporsteigt.